# ヴァンパイア (駆逐艦・初代)
ヴァンパイア (HMAS Vampire, D68/I68) はイギリス海軍およびオーストラリア海軍の駆逐艦である。艦名は吸血鬼の意味であり、イギリス海軍およびオーストラリア海軍において同名の艦としては初となる。アドミラルティV級のうち、嚮導艦であるアドミラルティV級嚮導型。太平洋戦争で日本海軍によって撃沈された。

## 艦歴
1916年10月10日起工。当初、本艦はスコットランドの英雄的騎士ウィリアム・ウォレスに因み「ウォレス」（HMS Wallace）と命名が予定されていたが、進水前に「ヴァンパイア」へ変更されている。1917年5月21日進水。1917年9月22日竣工した。
嚮導艦として設計されたアドミラルティV級嚮導型の中で、本艦のみ魚雷発射管をそれまでの連装に替えて三連装型を搭載した。就役後は第4駆逐艦戦隊に配備され、第一次世界大戦後は本国艦隊と地中海艦隊で活動した。
1933年10月11日ポーツマスでイギリス海軍からオーストラリア海軍所属となり10月17日にオーストラリアへ向けて出発した。同年12月21日オーストラリアのシドニーに到着した。1934年1月31日予備役となる。1936年7月14日に再就役したが同年7月18日に再度予備役となる。
1938年5月11日再就役。

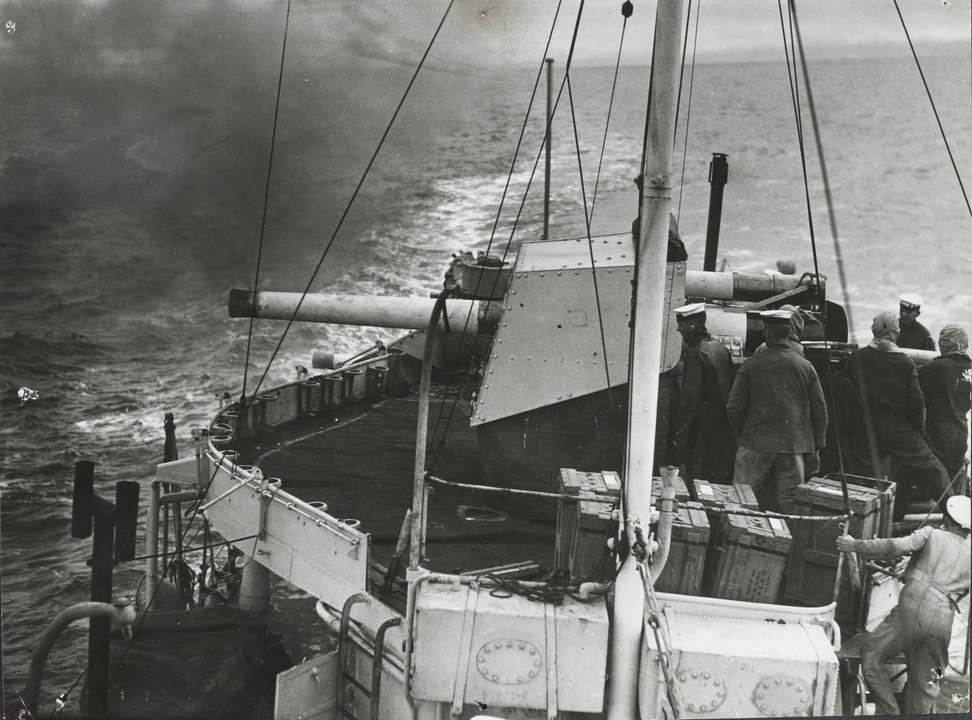
「ヴァンパイア」の主砲。1938年頃。

第二次世界大戦開始時、イタリア船「Romolo」の捜索に従事。続いてフリーマントルに移動。9月14日に到着し、以降オーストラリア西岸で哨戒任務に従事。
1939年10月14日、「ヴァンパイア」と駆逐艦「ヴォイジャー」はフリーマントルを出航しシンガポールへ向かった。シンガポールには10月21日に到着した。そこで、駆逐艦「スチュアート」、「ヴェンデッタ」、「ウォーターヘン」と合流し、地中海へ派遣されることになった5隻は11月13日にシンガポールから出航した。この部隊は後にドイツのプロパガンダから「屑鉄戦隊」（Scrap Iron Flotilla）として知られるようになる。途中、インド洋で通商破壊を行っていたドイツのポケット戦艦「アドミラル・グラーフ・シュペー」の捜索に当たった後、「ヴァンパイア」は「ウォーターヘン」と共に地中海で兵員輸送船団を護衛し12月24日にマルタに到着した。
到着後は主にマルタとマルセイユ間の船団護衛に従事。7月9日のカラブリア沖海戦で空母「イーグル」を護衛中、イタリア空軍機が「イーグル」を爆撃した際に発生した至近弾の破片により「ヴァンパイア」の乗員1名が負傷。その負傷者は3日後に傷が原因で死亡し、第二次世界大戦におけるオーストラリア海軍艦で初の戦死者となった。

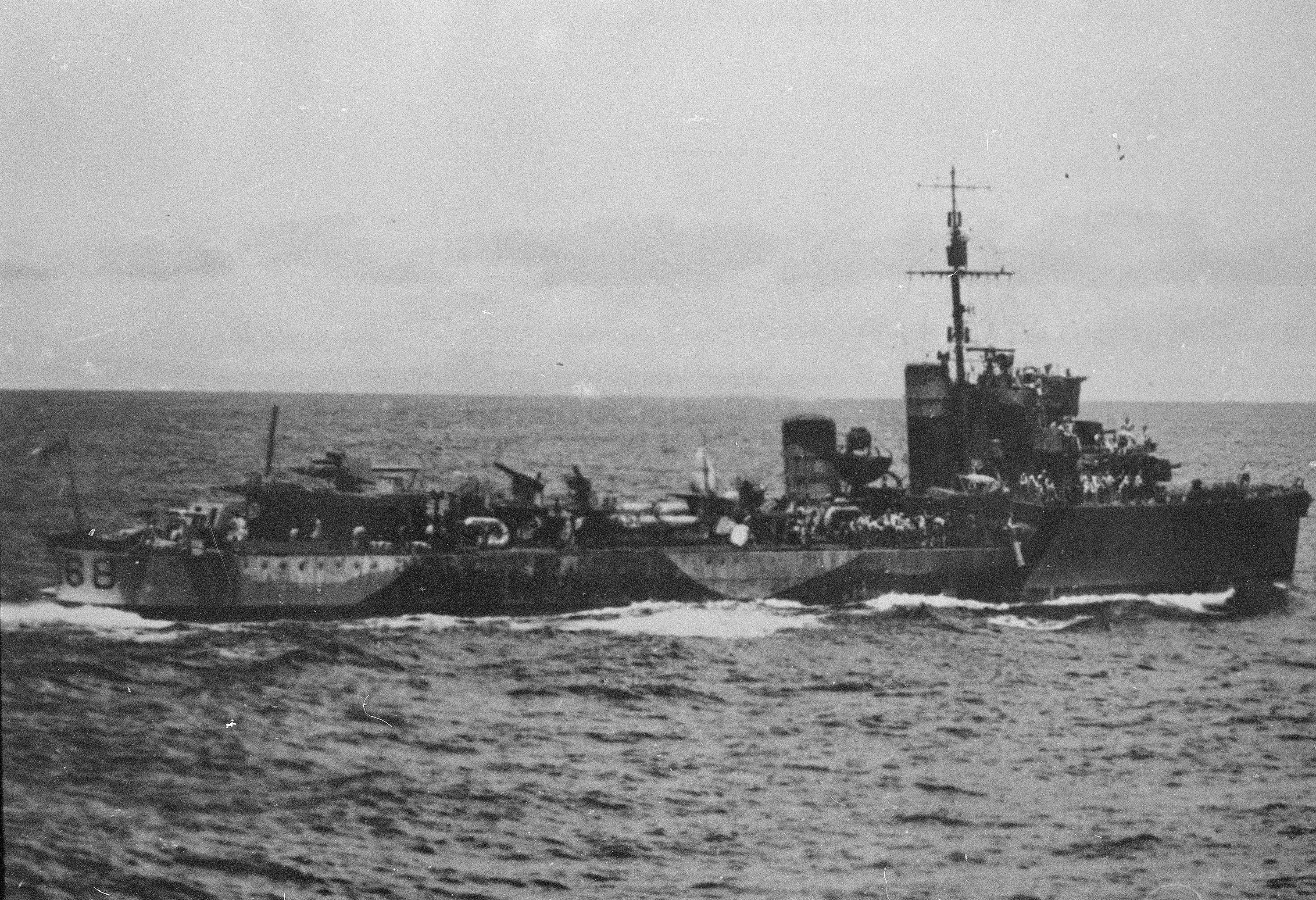
1942年3月の「ヴァンパイア」。迷彩塗装が施されている。

1940年10月後半から11月初めにかけてギリシャ周辺で船団護衛に従事し、さらに北アフリカで護衛を行う。12月20日から1941年1月8日にかけて、機関を取り外す入渠整備を実施。整備完了後は1941年5月までギリシャで活動し、連合軍の増援輸送（ラスター作戦）と撤退作戦（デーモン作戦）に参加する。続いて包囲下にあるトブルクへの輸送任務（トブルク・フェリーサービス）に参加するが、機関不調に起因する16 ノット以上で航行した際の艦体の異常振動問題により、2回従事した後で任務から外された。「ヴァンパイア」は大規模修理のためシンガポールへ移動し、1941年後半まで作業を行った。1941年9月にウィリアム・モラン中佐が「ヴァンパイア」艦長に着任。
1941年12月8日、「ヴァンパイア」はイギリス東洋艦隊のイギリス戦艦「プリンス・オブ・ウェールズ」、巡洋戦艦「レパルス」などと共にシンガポールを出撃し日本軍攻撃に向かったが、10日日本軍の航空部隊による攻撃で「プリンス・オブ・ウェールズ」、「レパルス」は撃沈された（マレー沖海戦）。「ヴァンパイア」は225人を救助した。

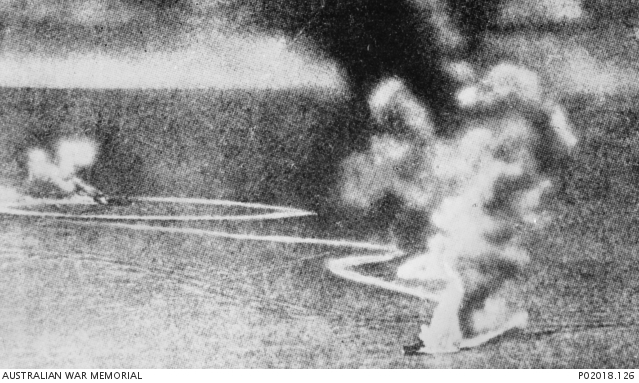
1942年4月9日、日本海軍機の空襲を受けて撃沈される「ヴァンパイア」（左奥）と「ハーミーズ」（右）。

1942年1月26日、護衛のいない日本軍兵員輸送船団がマレー半島エンドウ沖を航行しているとの情報を受けて「ヴァンパイア」はイギリス駆逐艦「サネット」と共に攻撃に向かった。しかし実際の船団は軽巡洋艦「川内」や駆逐艦6隻などに護衛されており、攻撃を浴びた「サネット」が撃沈された。「ヴァンパイア」は退避に成功した（エンドウ沖海戦）。
1942年2月11日、「ヴァンパイア」はインド洋での活動に充てられた。1942年4月9日セイロン島バッティカロア沖をイギリス空母「ハーミーズ」と航行中、日本軍機動部隊の艦載機による爆撃を受け撃沈され、艦長モラン中佐を含む9名が戦死した。

## 栄典
- 「ヴァンパイア」は第二次世界大戦の戦功で5個の戦闘名誉章（Battle Honours）を受章した。

Calabria 1940、Libya 1940–41、Greece 1941、Crete 1941、Indian Ocean 1941–42